# Alessandro Guidotti
(M. Mannucci, Il generale Guidotti)
Alessandro Guidotti (Bologna, 1790 – Treviso, 12 maggio 1848) è stato un patriota e generale italiano.

## Giovinezza e carriera nell'esercito napoleonico
Discendente da una nobile famiglia senatoria bolognese, nacque dal senatore Annibale Carlo e dalla sua seconda moglie Costanza Sampieri.

Ancora giovanissimo, il 29 gennaio 1806 fu nominato paggio del Re d'Italia, Napoleone I, e, qualche mese dopo (22 giugno 1806), sergente del battaglione dei granatieri del corpo dei Reali Veliti. Prese parte alla campagna di Spagna e combatté valorosamente all'assedio di Gerona, dove fu ferito 8 luglio 1808. Per questo fu promosso capitano. In seguito partecipò alla campagna di Russia; anche in quest'occasione fu ferito, e per il suo valore fu creato Cavaliere dell'Ordine della Corona Ferrea (12 febbraio 1813). Durante la ritirata fu fatto prigioniero, ma per la sua cultura si fece benvolere da alcune famiglie locali, e poté tornare in Italia nel 1814. Nello stesso anno passò al servizio dell'esercito di Gioacchino Murat, di cui fu nominato ufficiale d'ordinanza con il grado di capo squadrone.

## Dal 1815 al 1831
Alla caduta dell'impero napoleonico, Alessandro Guidotti si ritirò dall'attività militare per dedicarsi a viaggi in tutta Europa. Per le sue idee liberali veniva costantemente controllato dagli agenti del governo pontificio, e, allo scoppiare dei moti del 1821, egli era già pronto a mettersi al comando di un gruppo di volontari, quando le truppe austriache giunsero a Bologna per reprimere sul nascere i tentativi di rivolta. Per questo il Guidotti si ritirò nuovamente a vita privata.

Una nuova occasione per attività militari venne dai moti del 1831: i francesi avevano fatto sperare aiuti agli italiani se si fossero ribellati agli austriaci e al Pontefice; In Emilia si ribellarono per prime le province del Ducato di Modena, seguite da Bologna e da tutta la Romagna. In particolare a Bologna i rivoluzionari, quasi senza combattere, ottennero dal cardinale legato la formazione di una Commissione provvisoria di governo. Alessandro Guidotti, pur non avendo molta fiducia nella riuscita dell'impresa, accettò di capitanare una fazione, cioè una delle bande rivoluzionarie. Dal momento che il papa non era intenzionato a concedere una costituzione, la Commissione di governo dichiarò decaduto il potere pontificio su Bologna e sulle altre province insorte, e le truppe militari marciarono contro l'esercito papale. A Bologna furono arruolati circa duemila uomini al comando del generale Armandi. All'avanguardia si trovava la schiera del Guidotti, che si trovò ad affrontare l'esercito pontificio in Umbria, nei pressi di Otricoli. La battaglia si concluse con una vittoria degli insorti, essendo i papalini male armati e indisciplinati. Tuttavia, nonostante questa vittoria, le fortune dei rivoluzionari declinarono ben presto, poiché il re di Francia Luigi Filippo aveva fatto loro mancare il suo appoggio. Le truppe austriache scesero in Italia, e il Guidotti continuò a combattere nelle Marche, finché, per non essere costretto a firmare la capitolazione, sciolse le sue truppe e partì volontariamente per l'esilio.

## Dal 1831 al 1848
Dapprima si rifugiò nelle Isole Ionie, poi in Turchia, Francia e Inghilterra, finché non gli fu permesso di ritornare a Bologna (1837).

Nel 1847 il papa promise di istituire la Guardia Civica a difesa della città, e, a seguito di un'adunanza avvenuta nell'aula municipale, il Guidotti fu eletto all'unanimità comandante di tale corpo (composto da tremila cittadini), con il grado di colonnello. Subito fu sua principale preoccupazione addestrare alla perfezione i suoi uomini, con lo scopo nascosto di poterli utilizzare in vista di una eventuale rivoluzione. Infatti, quando gli austriaci minacciarono di occupare Ferrara, il Guidotti era pronto a partire alla sua difesa, ma, per prudenza, gli austriaci sospesero ogni manovra.

Scoppiata finalmente la rivoluzione in tutta Italia, fu nominato comandante degli avamposti delle truppe rivoluzionarie, dislocati lungo la linea della Piave, con il grado di generale di brigata (15 aprile 1848). Dopo aver organizzato le truppe bolognesi, partì per il Veneto, dove il generale Giovanni Durando lo destinò al comando di 10.000 uomini stanziati a Cornuda, con il compito di assalire un corpo di austriaci forte di circa 12.000 uomini. Tuttavia, le truppe italiane erano inesperte e male armate; inoltre i generali erano divisi tra loro anche per ambizioni personali. Il Guidotti, dopo un cannoneggiamento austriaco, credette opportuno ordinare la ritirata su Treviso. Gli fu allora ordinato di riprendere la linea del Piave, impresa disperata a causa della disparità di forze tra le truppe da lui comandate e quelle nemiche, e fu ingiustamente accusato di imperizia. Profondamente colpito da queste calunnie, rinunciò al grado di generale e si espose a combattere in prima fila, sulle barricate di Porta San Tommaso a Treviso. Angelo Giacomelli, nelle sue "Reminiscenze della mia vita politica negli anni 1848-1853", testimone oculare del fatto, vide il generale Guidotti solo e a piedi avviarsi verso il nemico. Il Generale, rifiutando le esortazioni a ritirarsi, da parte del Giacomelli e di altri ufficiali presenti, "...progrediva imperterrito nel mezzo della strada; ma non era giunto alla metà del passaggio che una palla lo faceva stramazzare"..."la palla lo aveva colpito nel petto e proprio nel centro della croce tricolore che lo fregiava".